# Onaga (Kansas)
Pour les articles homonymes, voir Onaga.
Onaga est une municipalité américaine situé dans l'État du Kansas. Au recensement de l'an 2000, elle comptait 704 habitants.